# Інститут економічних досліджень та політичних консультацій
ГО «Інститут економічних досліджень та політичних консультацій» (англ. Institute for Economic Research and Policy Consulting) — український аналітичний центр, заснований у 1999 році. ІЕД займається економічним аналізом та розробкою рекомендацій у сферах макроекономіки, розвитком громадянського суспільства в Україні.
ІЕД випускає свій макроекономічний прогноз для України та є членом команди консенсус-прогнозу Міністерства розвитку економіки, торгівлі та сільського господарства України. ІЕД проводить постійні квартальні та щорічне національне опитування МСП та визначає зміну ділового клімату України.
ІЕД поєднує експертну діяльність з адвокацією та участю у громадському житті України. ІЕД співпрацює з центральними та регіональними органами влади у питаннях стратегічного планування, вироблення політик та їх імплементації., зокрема зспівпрацює з Урядом в процесі визначення пріоритетних напрямків та механізмів реформ.
Діяльність ІЕД фінансується коштом ґрантів, благодійних внесків тощо.

## Проєкти

### Ділова думка
ІЕД проводить щоквартальне опитування промислових підприємств “Ділова думка” з 2002 року.  Експерти ІЕД щоквартально опитують вибірку з керівників 300 промислових підприємств. 

### Щорічна оцінка бізнес-клімату (Annual Business Climate Assessment)
Щорічна оцінка бізнес-клімату або Annual Business Climate Assessment (ABCA) - всеукраїнське дослідження малого та середнього бізнесу, яке двічі проводив ІЕД в 2015 та 2016 роках за підтримки USAID. Дослідження проводилося в рамках проєкту USAID "Лідерство в економічному врядуванні", впроваджувався Інститутом економічних досліджень та політичних консультацій у партнерстві з Міжнародною благодійною організацією  «Фонд Східна Європа» та ГО «Київський економічний інститут». 
Для цього дослідження щоразу було опитано майже 2 тисячі підприємств з усіх областей України. Це опитування показує, зокрема, оцінку малим бізнесом поточного ділового середовища в Україні, основні проблеми бізнесу та реформи, яких підприємці очікують від держави. Всього вийшло 2 хвилі опитування. 
Дослідженням ABCA користувались органи державної влади, зокрема Міністерство економічного розвитку та торгівлі. Дослідження ABCA було використане для розробки Стратегії розвитку малого і середнього підприємництва в Україні на період до 2020 року. Також у своїй роботі дослідження використовували Державна регуляторна служба України, місцеві ради  та обласні державні адміністрації

## Міжнародне визнання

### ІЕД в рейтингу аналітичних центрів «Global Go to Think Tank Index Report»
У 2020 році ІЕД став одним з двох українських аналітичних центрів, представлених у категорії «Найкращі незалежні аналітичні центри 2019 року» (129 місце серед 144 аналітичних центрів).
Крім цього, за результатами 2019 року ІЕД представлений у таких номінаціях цього рейтингу:
87 місце зі 106 у номінації «Найкращий аналітичний центр у Центральній та Східній Європі»
48 місце з 93 у номінації «Найкраща адвокасі-кампанія»
69 місце з 85 у номінації «Провідний аналітичний центр у галузі міжнародної економіки»
117 місце зі 144 у номінації «Провідний аналітичний центр у галузі внутрішньої економічної політики»

## Співробітники
Бураковський Ігор Валентинович — Голова правління ІЕД, доктор економічних наук, професор кафедри економічної теорії Національного Університету «Києво-Могилянська академія».

## Колишні співробітники
Білан Олена Валеріївна
Сологуб Дмитро Романович — заступник голови Національного банку України.